# Erkensruhr (Rur)
Die Erkensruhr ist ein 12,3 km langer, rechter Nebenfluss der Rur in der nordrhein-westfälischen Städteregion Aachen. Der Oberlauf des Baches oberhalb der Einmündung des Püngelbachs wird auch Wüstebach genannt.

## Geographie

### Verlauf
Die Erkensruhr entspringt am Rande des Gemeindegebiets von Monschau an der B 258, etwa 9 km südöstlich des Ortskerns und 1 km nördlich der Grenze zu Belgien. Die Quelle liegt auf 616 m ü. NHN am Nordwesthang einer namenlosen Kuppe (631,5 m ü. NHN) im Waldgebiet Pafferscheid in der Rureifel.
Vorrangig in nördliche Richtungen abfließend, durchfließt der Bach zunächst die Naturschutzgebiete Wüstebachtal und Erkensruhrtal mit Nebenbächen und Felsen am Oberseeufer, die Siedlungen Hirschrott und Finkenauel sowie den Simmerather Ortsteil Erkensruhr, bevor er südlich von Einruhr auf 307 m ü. NHN rechtsseitig in den Obersee mündet. Aus dem Höhenunterschied von etwa 309 Metern errechnet sich ein durchschnittliches Sohlgefälle von 25 ‰.

### Einzugsgebiet und Zuflüsse
Ihr 42 km² großes Einzugsgebiet entwässert die Erkensruhr über Rur, Maas und Hollands Diep  zur Nordsee.
| \| Name \| GKZ[Z 1] \| Lage \| Länge in km \| EZG in km² \| \| ----------- \| -------- \| ------ \| ----------- \| ---------- \| \| Stoppelsief \| 28218-?? \| links0 \| 000,9000 \| ? \| \| Schwarzbach \| 28218-12 \| rechts \| 002,4910 \| ? \| \| Viehbach \| 28218-14 \| rechts \| 001,8030 \| ? \| \| Hollersief \| 28218-16 \| rechts \| 001,0410 \| ? \| \| Mühlenbach \| 28218-18 \| rechts \| 002,5360 \| ? \| \| Püngelbach \| 28218-2 \| links0 \| 004,0670 \| 0004,2350 \| \| Mückenbach \| 28218-4 \| rechts \| 004,1820 \| 0007,1920 \| \| Sauerbach \| 28218-6 \| rechts \| 004,4230 \| 0010,0840 \|Anmerkungen zur Tabelle 1. |          |        |             |            |
| Name | GKZ      | Lage   | Länge in km | EZG in km² |
| Stoppelsief | 28218-?? | links0 | 000,9000    | ?          |
| Schwarzbach | 28218-12 | rechts | 002,4910    | ?          |
| Viehbach | 28218-14 | rechts | 001,8030    | ?          |
| Hollersief | 28218-16 | rechts | 001,0410    | ?          |
| Mühlenbach | 28218-18 | rechts | 002,5360    | ?          |
| Püngelbach | 28218-2  | links0 | 004,0670    | 0004,2350  |
| Mückenbach | 28218-4  | rechts | 004,1820    | 0007,1920  |
| Sauerbach | 28218-6  | rechts | 004,4230    | 0010,0840  |